# 國泰置地廣場

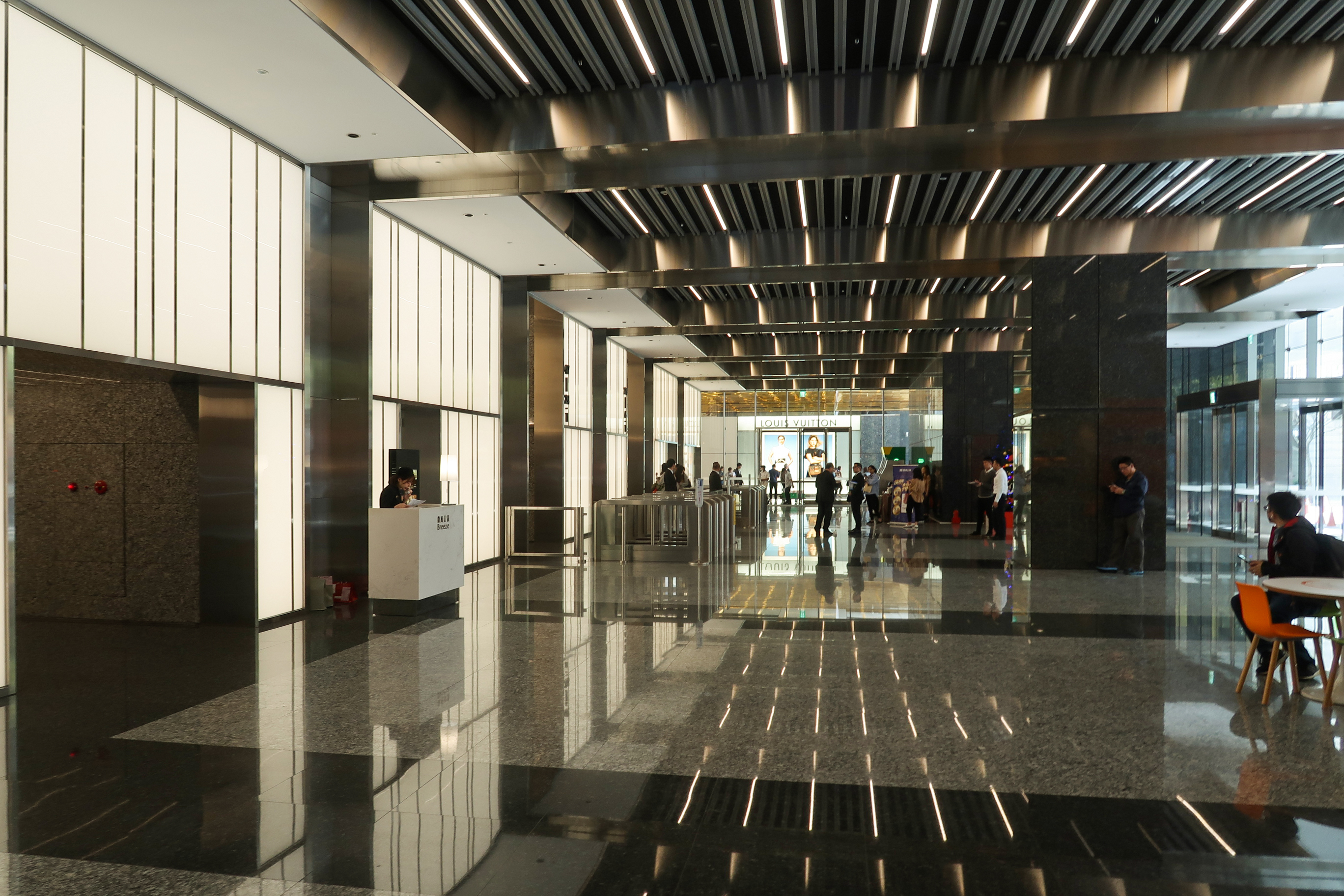
寫字樓大堂

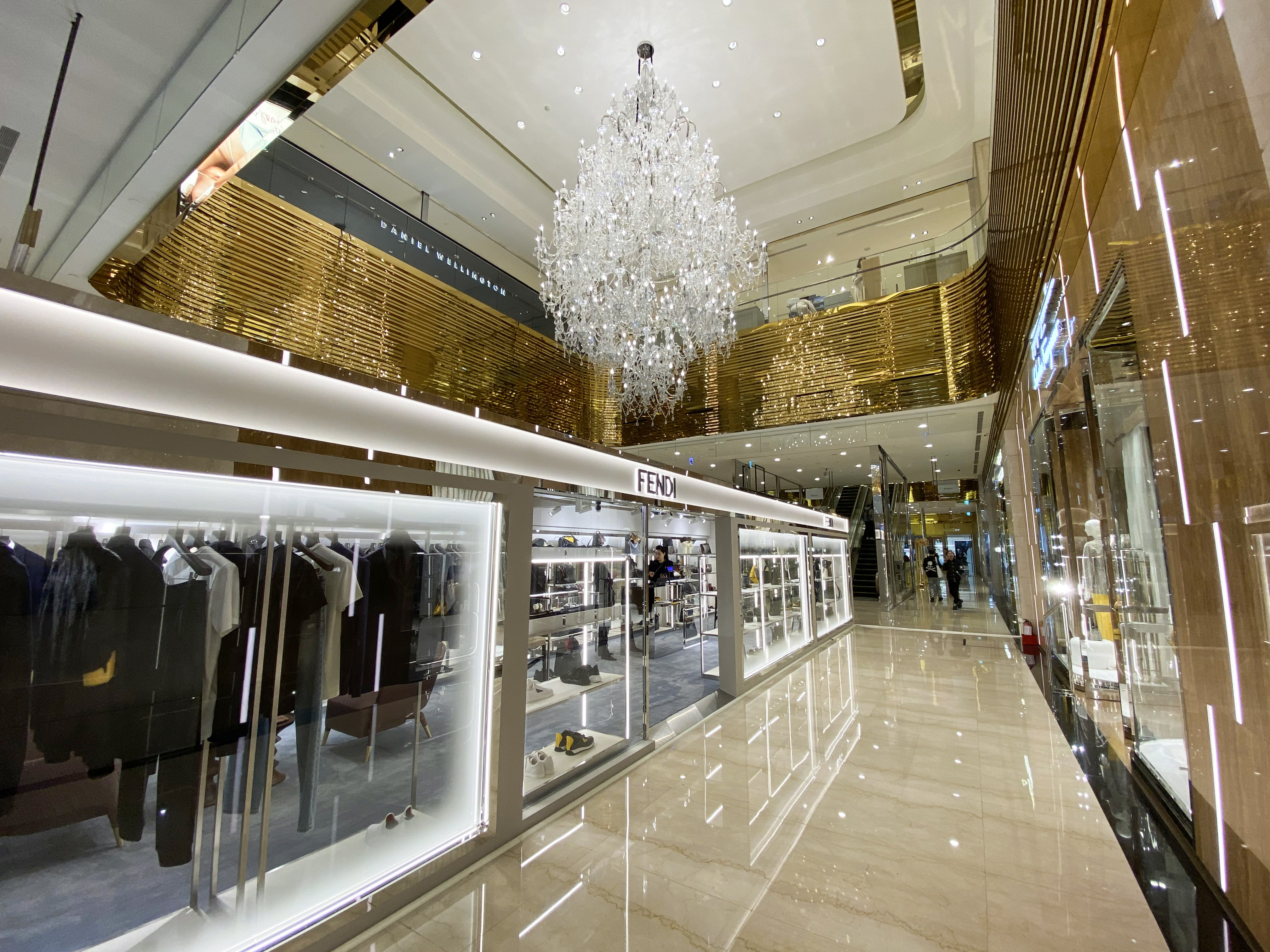
微風信義

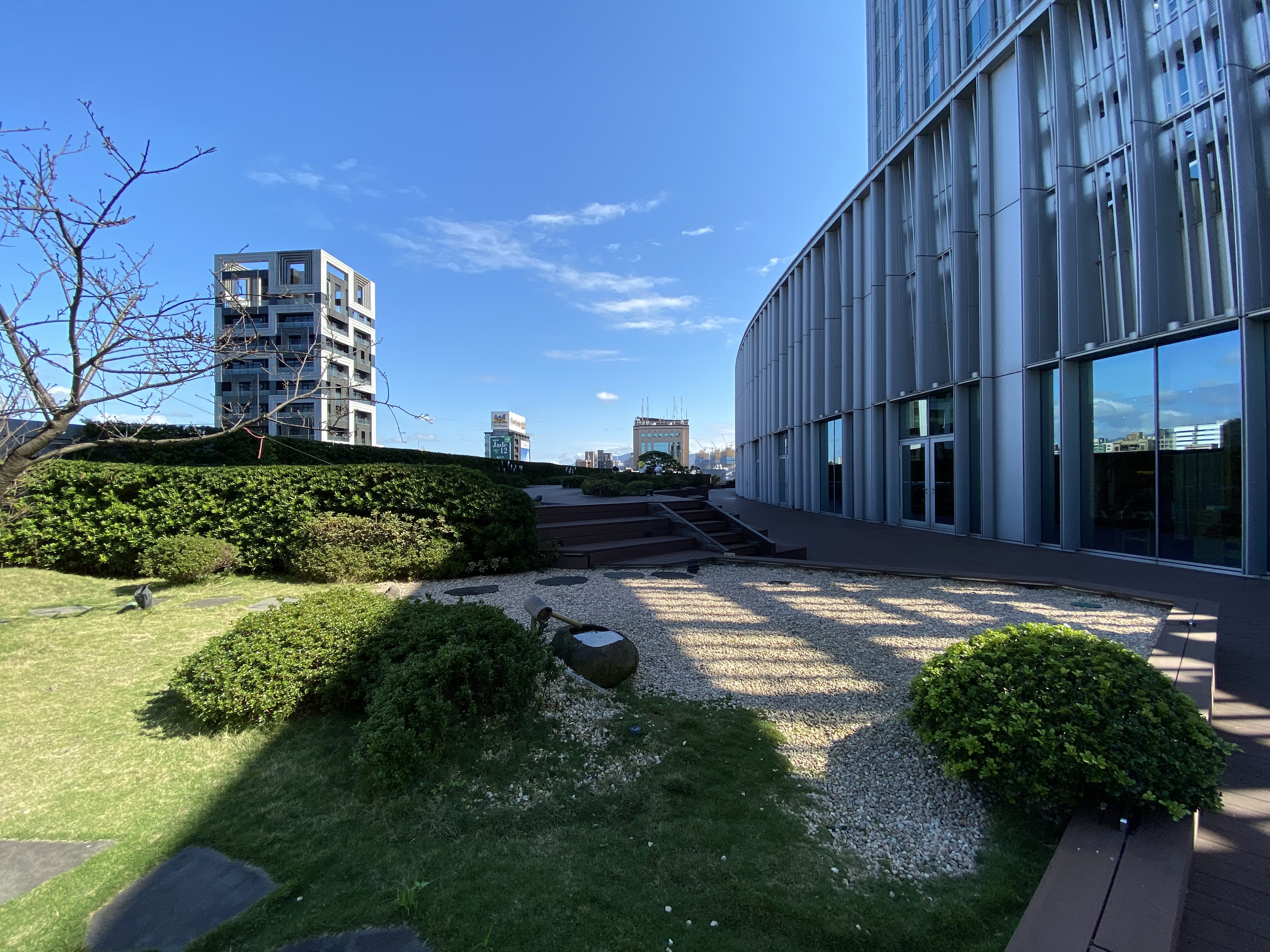
4樓平台花園

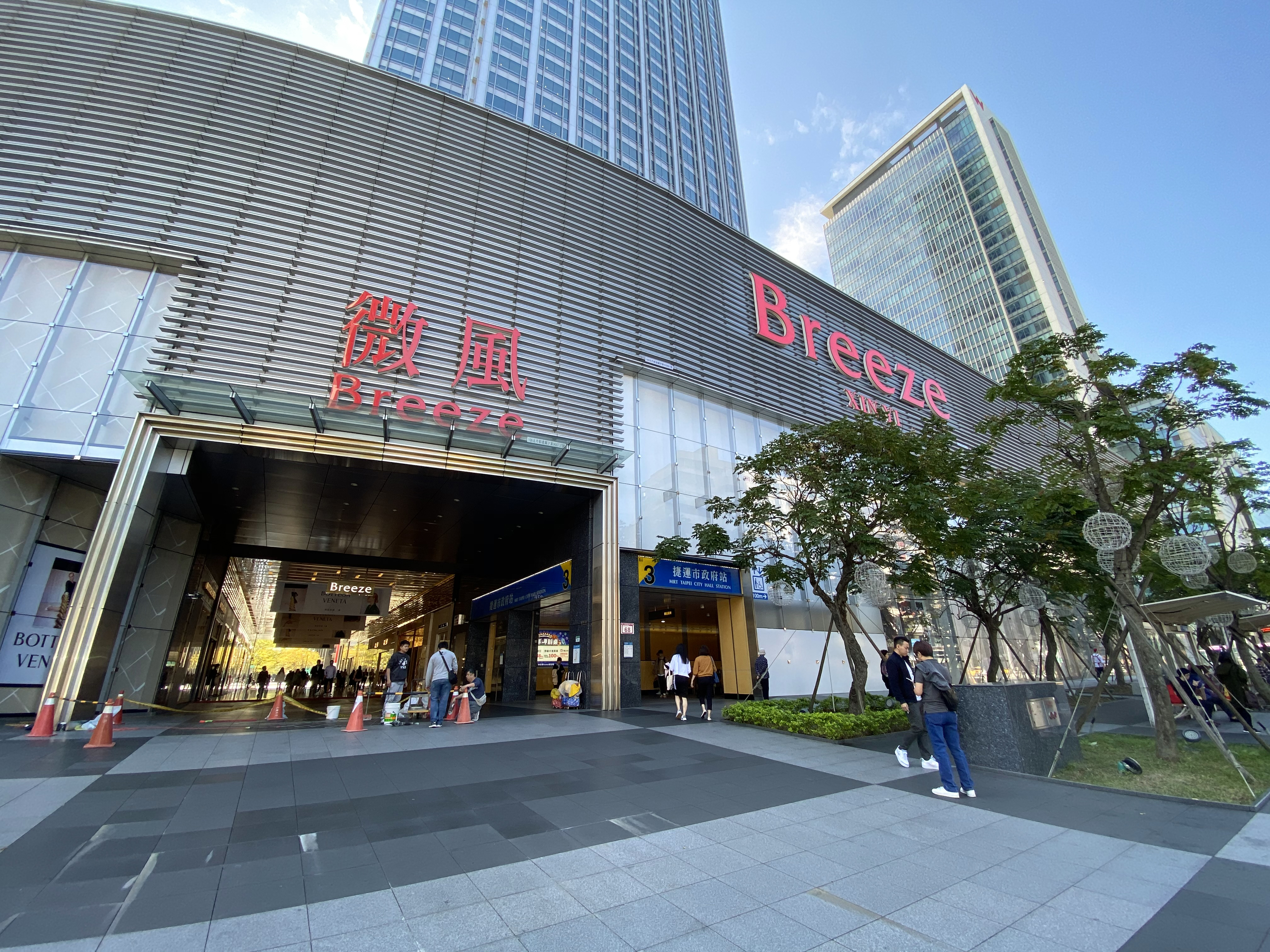
國泰置地廣場的裙樓與微風信義共構的台北捷運市政府站3號出口

國泰置地廣場（英語：Cathay Landmark）是臺灣臺北市的一幢摩天大樓，位於臺北市信義區忠孝東路五段68號。由國泰人壽投資興建，大元聯合建築師事務所設計，國泰建設與日商華大成營造合作營造工程，三大聯合建築師事務所監造。樓高212公尺，共地上46層（最高樓為47樓，但沒有44樓，參見四的禁忌）、地下6層，2013年7月17日舉行上樑典禮，2015年落成。目前為台北市第六高的建築物，也是台灣第九高的建築物。該建築物本身和臺北捷運板南線市政府站共構。

## 概要
國泰置地廣場所屬的土地為信義計畫區A3地號，於2004年由國泰人壽以每坪新臺幣227萬元購得。土地容積率達700%，是信義計畫區內容積率最高的開發區，包含獎勵容積之實設容積率為721%。B1至4樓的裙樓，委託微風集團經營高級百貨公司「微風信義」，營業面積約1萬坪，而微風集團亦將總部搬遷至此。5樓以上至47樓（無44樓）規劃為商業辦公大樓供企業租用。

## 樓層用途及進駐企業
| 使用樓層 | 用途 |
| -------- | --- |
| 47       | SEA TO SKY |
| 46       | 饗饗 Inparadise |
| 45       | 麻辣45 Morton's The Steakhouse |
| 43       | 機電層 |
| 42       | 新加坡商萬事達卡股份有限公司（Master Card） 美商亞博德股份有限公司 |
| 41       | 新加坡商華僑銀行台北分行 |
| 40       | 品浩太平洋證券投資顧問股份有限公司（PIMCO） 美商蒂芙尼台灣分公司（Tiffany&Co.) |
| 39       | 澳盛（台灣）商業銀行股份有限公司（澳盛銀行） |
| 38       | 法商法國興業銀行股份有限公司 香港商法國興業證券股份有限公司 |
| 37       | 台灣保時捷車業股份有限公司（Porsche） |
| 36       | 德高置地第一股份有限公司 德高置地第二股份有限公司 德高置地第三股份有限公司 台灣碁思亞財務諮詢股份有限公司 聯上開發股份有限公司 加國太陽能股份有限公司 中信安科技有限公司 富寶捷商務有限公司 |
| 35       | 香港商史密斯遠東股份有限公司 寶琚投資股份有限公司 寶豐泰投資有限公司 睿遠財務顧問有限公司 睿誠投資有限公司 亞獅康股份有限公司 大牛科技有限公司 |
| 34       | 法商法國外貿銀行股份有限公司 法盛證券投資顧問股份有限公司 |
| 33       | 國泰金控 |
| 32       | 麒方有限公司 |
| 31       | 微軟人工智慧研發中心 |
| 30       | 新加坡商大華銀行有限公司臺北分行 新加坡商大華期貨有限公司 |
| 29       | 台北雷格斯商務中心 新加坡商艾貴服務有限公司 斌真投資股份有限公司 香港商晉星國際貿易有限公司 台灣速力能源股份有限公司 薩摩亞商赫米斯企業有限公司 丹能風力股份有限公司 詠妮國際有限公司 極客資本有限公司 傑艾莉國際貿易有限公司 皓勝股份有限公司 品築科技有限公司 臺北蘭德馬克國際商務有限公司 新天地能源股份有限公司 竑觀娛樂事業有限公司 台灣菲斯特管理顧問有限公司 創冠有限公司 |
| 28       | 美商甲骨文有限公司台灣分公司（Oracle） |
| 27       | 美商波士頓顧問公司 （BCG） |
| 26       | 香港商克里斯汀·迪奧有限公司（Dior） 台灣凡迪股份有限公司（FENDI） 丹麥商哥本哈根離岸風力開發股份有限公司 |
| 25       | 台灣寶格麗股份有限公司（BVLGARI） 台灣伯爾魯帝有限公司（Berluti） 台灣路威股份有限公司（Louis Vuitton） |
| 24       | 統一超商股份有限公司台北市第九一六分公司 |
| 23       | 藝珂人事顧問股份有限公司躍科分公司 新加坡商莫氏亞太有限公司 台灣力吉可股份有限公司 駿峰綠能科技股份有限公司 |
| 22       | 愛茉莉太平洋股份有限公司 珺誠國際科技資產有限公司 |
| 21       | 第一太平戴維斯股份有限公司 第一太平戴維斯國際豪宅服務有限公司 香港商中霸有限公司（騰訊台灣辦事處） 華康雲端科技股份有限公司 信豐農業科技股份有限公司 信翔投資顧問股份有限公司 信越投資股份有限公司 齊威華投資股份有限公司 華都投資股份有限公司 信馨股份有限公司 小步生活股份有限公司 匯源不動產投資顧問股份有限公司 台灣星輝有限公司                                             |
| 20       | 台灣艾貴綠能股份有限公司 台灣艾貴太陽能源股份有限公司 新加坡商韋能能源有限公司 台灣韋能能源控股股份有限公司 台灣速力太陽能源股份有限公司 台灣速力貳能源股份有限公司 台灣速力能源股份有限公司 匯旭光能有限公司 路博邁證券投資顧問股份有限公司 路博邁證券投資信託股份有限公司 碩力光能股份有限公司 台灣百健有限公司 中原地產有限公司                                               |
| 19       | 台灣微軟股份有限公司 台灣微軟營運有限公司 台灣微軟行動股份有限公司 |
| 18       | 台灣微軟股份有限公司 台灣微軟營運有限公司 台灣微軟行動股份有限公司 |
| 17       | 台灣微軟股份有限公司 台灣微軟營運有限公司 台灣微軟行動股份有限公司 |
| 16       | 台灣微軟股份有限公司 台灣微軟營運有限公司 台灣微軟行動股份有限公司 |
| 15       | 台灣微軟股份有限公司 台灣微軟營運有限公司 台灣微軟行動股份有限公司 |
| 14       | 韋萊韜悅保險經紀人股份有限公司 睿方企業管理諮詢股份有限公司 台灣和暄綠能股份有限公司 方晟環保科技股份有限公司 臺灣立方能源股份有限公司 祥獅電力股份有限公司 彰谷電力股份有限公司 香港商歌帝梵亞洲有限公司（GODIVA） 由你娛樂有限公司 |
| 13       | 香港商動視暴雪有限公司（暴雪娛樂） |
| 12       | 仁新醫藥股份有限公司 台灣小野藥品工業股份有限公司 香港商品誠保萊有限公司 |
| 11       | 富達證券股份有限公司 富達證券投資信託股份有限公司 |
| 10       | 藝珂人事顧問股份有限公司 香港商馬士基船舶租賃買賣亞洲有限公司 香港商馬士基亞洲散貨船租賃有限公司 艾拓國際系統有限公司 騎麗刻有限公司 |
| 9        | 日商瑞穗銀行股份有限公司台北分公司 |
| 8        | 日商瑞穗銀行股份有限公司台北分公司 |
| 7        | 國泰創業投資股份有限公司 日商瑞穗銀行股份有限公司台北分公司 俊一研發有限公司 貝芬灣國際有限公司 洪量科技有限公司 |
| 6        | 聖約國際開發股份有限公司 微風超市股份有限公司 微風事業股份有限公司 微風數位時代股份有限公司 微風美饌股份有限公司 微風創業投資股份有限公司 虎將餐飲股份有限公司 微風事業股份有限公司 微風置地股份有限公司 阿舍國際有限公司 太谷投資有限公司 |
| 5        | 機電層 |
| 4        | 微風信義 |
| 3        | 微風信義 |
| 2        | 微風信義 |
| 1        | 微風信義 |
| B1       | 微風信義 |
| B2       | 微風信義 |
| B3       | 地下停車場 |
| B4       | |
| B5       | |
| B6       | |